# Mali Kamen
Mali Kamen je naselje v Občini Krško.